# Guatemala International 2011
Die Guatemala International 2011 im Badminton fanden vom 14. bis zum 18. September 2011 in Guatemala-Stadt statt.

## Sieger und Platzierte
| Disziplin    | Gold                         | Silber                     | Bronze                     |
| ------------ | ---------------------------- | -------------------------- | -------------------------- |
| Herreneinzel | Ivan Sozonov                 | Vladimir Ivanov            | Kevin Cordón               |
| Herreneinzel | Ivan Sozonov                 | Vladimir Ivanov            | Pedro Martins              |
| Dameneinzel  | Michelle Li                  | Jeanine Cicognini          | Susan Egelstaff            |
| Dameneinzel  | Michelle Li                  | Jeanine Cicognini          | Telma Santos               |
| Herrendoppel | Ivan Sozonov Vladimir Ivanov | Adrian Liu Derrick Ng      | Ross Smith Glenn Warfe     |
| Herrendoppel | Ivan Sozonov Vladimir Ivanov | Adrian Liu Derrick Ng      | Hugo Arthuso Daniel Paiola |
| Damendoppel  | Eva Lee Paula Obanana        | Grace Gao Joycelyn Ko      | Leanne Choo Renuga Veeran  |
| Damendoppel  | Eva Lee Paula Obanana        | Grace Gao Joycelyn Ko      | Iris Wang Rena Wang        |
| Mixed        | Toby Ng Grace Gao            | Derrick Ng Alexandra Bruce | Phillip Chew Paula Obanana |
| Mixed        | Toby Ng Grace Gao            | Derrick Ng Alexandra Bruce | Adrian Liu Joycelyn Ko     |